# O terceiro travesseiro
O terceiro travesseiro («La tercera almohada») es la primera novela de Nelson Luiz de Carvalho. Es una obra literaria de ficción basada en relatos reales de un chico que sufrió los prejuicios y el dolor de un amor incomprendido por la sociedad que lo rodeaba. 
Escrito de manera realista y contundente, hablando de amor, pasión y libertad. O terceiro travesseiro desafía rótulos preestablecidos al probar la libre expresión sexual de sus personajes. Con una gran carga erótica, humanizada por hechos triviales del día a día, el libro contiene fuertes implicaciones sociales al revelar los meandros de la conciencia de un joven común de la clase media paulista ante las solicitudes y llamamientos sexuales del mundo moderno.
El libro fue adaptado para el teatro, teniendo a Rick Garcia como protagonista en el papel de Marcus. Fue un éxito de público en São Paulo, Río de Janeiro, Campinas y São José do Rio Preto.

## Resumen de la obra
Dos adolescentes, Marcus y Renato, que estudian en la misma escuela y juegan al fútbol, son muy amigos. Pronto pasan a compartir sus fantasías amorosas y a descubrir juntos sexualidad. Manteniéndose fieles sólo a sus sentimientos, cuando experimentan nuevas formas de placer, después de vencer la lucha para hacer que su relación sea aceptada las familias, la pareja se ve delante de un nuevo desafío: la aparición de una chica que va a componer la tercera punta del triángulo, haciéndose el elemento que transforma la situación, hasta entonces obvia, en una relación inusitada. Al despertar la bisexualidad de ambos, surgen nuevos deseos que pasan a ser vividos de manera explícita y auténtica.